# Gesher
Gesher (hebreu: גֶּשֶׁר, lit. «Pont») és un jaciment arqueològic situat al marge sud de Nahal Tavor, a prop del quibuts Gesher, al centre de la vall del Jordà (Israel). Porta signes d'ocupació de dos períodes, el neolític molt primerenc i l'edat del bronze mitjà. Va ser excavat per primera vegada entre 1986 i 1987 per Yosef Garfinkel, de la Universitat Hebrea de Jerusalem, i entre el 2002 i el 2004 per Susan Cohen, de la Universitat Estatal de Montana. La mitjana dels resultats de quatre datacions basades en el carboni 14 suggereixen que l'assentament va estar habitat cap al 8000 aC.

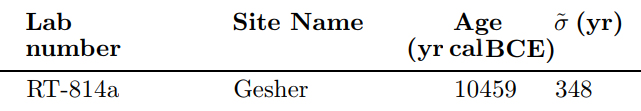
Calibració de dates per datació basat en el carboni 14 per a Geshe, 2013

Durant el Neolític preceràmic A, el lloc era un petit poble compost per algunes estructures arrodonides. Les troballes típiques de sílex incloïen un nombre elevat de punts d'El Khiam que Garfinkel argumentava, juntament amb la data relativament primerenca, podrien classificar Gesher com a lloc Khiamià. Un dels descobriments destacats, desconeguts de cap altre jaciment del Neolític de l'Orient Pròxim, és un taller per a la producció d'artefactes de basalt. El taller va produir destrals de basalt i altres eines que després van ser enviades a altres centres neolítics primerencs, com ara Jericó i Netiv HaGdud. Segons dades radiomètriques, Gesher és un dels primers jaciments neolítics de l'Orient Pròxim. Durant aquest període es van establir els primers pobles i es va produir la transició a l'agricultura.
El 2006 es va publicar un informe final de l'excavació del jaciment neolític.

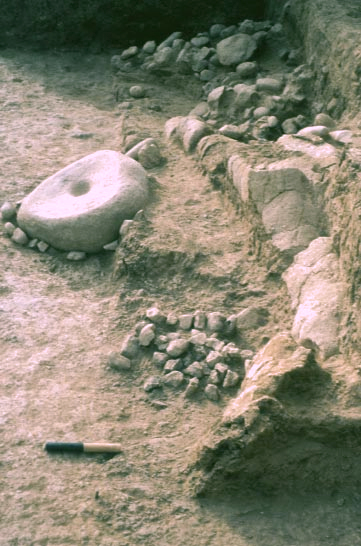
Una construcció arrodonidade Gesher del Neolític preceràmica A
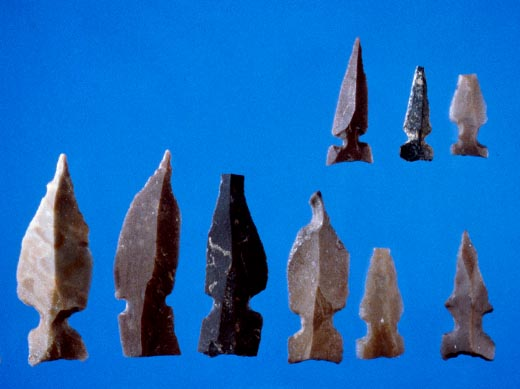
Puntes de fletxes de sílex de Gesher dels Neolític preceràmic A

Durant l'edat del bronze mitjà IIA, Gesher va servir de cementiri. S'han descobert unes 20 tombes. Es tracta de fosses-pou excavades al sediment local, que s'utilitzen per a enterraments individuals i no es tornaven a obrir. Això facilita l'estudi dels costums d'enterrament, incloent-hi la posició del cos, la quantitat de béns sepulcrals i la seva relació amb el difunt. Es van trobar a quatre de les fosses quatre puntes de llança i destrals de bronze.
L'any 2007 es va publicar un informe final de l'excavació del cementiri de bronze mitjà.